# Ronco Trinità
Ronco Trinità è una località del comune di Casnigo, in provincia di Bergamo, situata a 700 m s.l.m., sorta intorno all'antica chiesa della Santissima Trinità.
La località conta oggi circa 90 abitanti stabili, distribuiti tra antiche cascine e ville moderne, costruite nella seconda metà del XX secolo.
Il patrono è San Fabiano in onore del quale, la domenica della Santissima Trinità, si svolge una processione con la benedizione delle campagne e delle case.
Lo statuto comunale di Casnigo la riconosce come località e non come frazione.